# Mitra (geslacht)
Mitra is een geslacht van weekdieren uit de  familie van de Mitridae.

## Soorten
- Mitra acuminata Swainson, 1824
- Mitra acupicta Reeve, 1844
- Mitra aerumnosa Melvill, 1888
- Mitra aikeni Lussi, 2009
- Mitra albina A. Adams, 1853
- Mitra alborufa Bozzetti, 2009
- Mitra aliciae Poppe, Tagaro & Salisbury, 2009
- Mitra amabilis Reeve, 1845
- Mitra amaura Hervier, 1897
- Mitra ambigua Swainson, 1829
- Mitra ancillides Broderip, 1836
- Mitra antillensis Dall, 1889
- Mitra arnoldeyasi Poppe, Tagaro & Salisbury, 2009
- Mitra assimilis Pease, 1868
- Mitra atjehensis Oostingh, 1939
- Mitra aurantia (Gmelin, 1791)
  - Mitra aurantia crassicostata Sowerby, 1874
  - Mitra aurantia subruppeli Finlay, 1927
- Mitra aureolata Swainson, 1844
- Mitra auriculoides Reeve, 1845
- Mitra aurora Dohrn, 1861
  - Mitra aurora floridula Sowerby
- Mitra avenacea Reeve, 1845
- Mitra baerorum Poppe & Tagaro, 2010
- Mitra barbadensis (Gmelin, 1791)
- Mitra belcheri Hinds, 1844
- Mitra bellula A. Adams, 1853
- Mitra bernhardina (Röding, 1798)
- Mitra boucheti Cernohorsky, 1988
- Mitra bovei Kiener, 1838
- Mitra brasiliensis Oliveira, 1869
- Mitra brinkae Salisbury & Kilburn, 1996
- Mitra brunnea Pease
- Mitra caliginosa, Reeve, 1844
- Mitra carbonacea (Hinds, 1844)
- Mitra carbonaria Swainson, 1798
- Mitra cardinalis (Gmelin, 1791)
- Mitra chalybeia Reeve, 1844
- Mitra chinensis Griffith & Pidgeon, 1834
- Mitra christinae Poppe, 2008
- Mitra chrysalis Reeve, 1844
- Mitra chrysostoma Broderip, 1936
- Mitra circula Kiener, 1838
- Mitra coarctata Reeve, 1844
- Mitra coffea Schubert & Wagner, 1829
- Mitra colombelliformis Kiener, 1838
- Mitra contracta Swainson, 1820
- Mitra cookii Sowerby, 1874
- Mitra cornea (Lamarck, 1811)
- Mitra cornicula (Linnaeus, 1758)
- Mitra coronata Lamarck, 1811
- Mitra crassicostata G.B. Sowerby II, 1874
- Mitra crenata (Broderip, 1836)
- Mitra cucumerina Lamarck, 1811
- Mitra cuyosae Poppe, 2008
- Mitra cylindrica Reeve, 1844
- Mitra daedala (Reeve, 1845)
- Mitra damasomonteiroi Cossignani & Cossignani, 2007
- Mitra decurtata Reeve, 1844
- Mitra deprofundis Turner, 2001
- Mitra deshayesi Reeve, 1844
- Mitra deynzeri Cernohorsky, 1980
- Mitra digitalis Dillwyn
- Mitra doliolum Küster, 1839
- Mitra dolorosa Dall, 1903)
- Mitra dondani Cernohorsky, 1985
- Mitra dovpeledi Turner, 1997
- Mitra earlei Cernohorsky, 1977
- Mitra edentula Swainson, 1823
- Mitra edgari Poppe, Tagaro & Salisbury, 2009
- Mitra effusa Broderip, 1836
- Mitra episcopalis Linnaeus, 1758
- Mitra eremitarum Röding, 1798
- Mitra espinosai Sarasúa, 1978
- Mitra exasperata Chemnitz, 1790
- Mitra fasciolaris Deshayes in Laborde & Linant, 1834
- Mitra fastigium Reeve, 1845
- Mitra ferruginea Lamarck, 1811
- Mitra filaris (Linnaeus, 1771)
- Mitra fissurata (Lamarck, 1811)
- Mitra flammigera Reeve
- Mitra flammulata
- Mitra flavocingulata Lamy, 1938
- Mitra florida Gould, 1856
- Mitra fraga Quoy & Gaimard, 1833
- Mitra fulgurita Reeve, 1844
- Mitra fultoni E. A. Smith, 1892
- Mitra fulva Swainson, 1831
- Mitra fulvescens Broderip, 1836
- Mitra fusca (Swainson, 1824)
- Mitra fusiformis
  - Mitra fusiformis zonata Marryat, 1818
- Mitra fusioides Lea, 1833 †
- Mitra gabonensis Biraghi, 1984
- Mitra gausapata Reeve, 1845
- Mitra gilbertsoni (Cate, 1968)
- Mitra glabra Swainson, 1821
- Mitra glaphyria Turner, 2001
- Mitra gonatophora Sturany, 1903
- Mitra goreensis Melvill, 1925
- Mitra gracilefragum Turner, 2007
- Mitra grammatula Dall, 1927
- Mitra granulosa Lamarck
- Mitra guttata Swainson, 1824
- Mitra hansturneri Guillot de Suduiraut E. & Guillot de Suduiraut E., 2009
- Mitra hayashii (Kira, 1959)
- Mitra hebes (Reeve, 1845)
- Mitra heinickei Salisbury & Guillot de Suduiraut, 2003
- Mitra hilli Cernohorsky, 1976
- Mitra holkosa Li, Zhang & Li, 2005
- Mitra honkeri Poppe, Tagaro & Salisbury, 2009
- Mitra idae Melvill, 1893
- Mitra imperialis Röding, 1798
- Mitra inca d'Orbigny, 1842
- Mitra incompta (Lightfoot, 1786)
- Mitra inquinata Reeve, 1844
- Mitra intermedia Kiener, 1838
- Mitra interpunctata Odhner, 1919
- Mitra joostei Lussi, 2009
- Mitra kantori Poppe, Tagaro & Salisbury, 2009
- Mitra kilburni Poppe, Tagaro & Salisbury, 2009
- Mitra labecula Herrmann & Dekkers, 2009
- Mitra lacunosa Reeve, 1844
- Mitra larranagai Carcelles, 1947
- Mitra latruncularia Reeve, 1844
- Mitra leforti Turner, 2007
- Mitra lenhilli Petuch, 1988
- Mitra lens (Wood, 1828)
- Mitra leonardi Petuch, 1990
- Mitra lienardi Sowerby, 1874
- Mitra litterata Lamarck, 1811
- Mitra lorenzi Poppe & Tagaro, 2006
- Mitra luctuosa A. Adams, 1813
- Mitra lugubris Swainson, 1821
- Mitra lussii Turner & Salisbury, 2007
- Mitra maesta Reeve, 1845
- Mitra magnifica Poppe & Tagaro, 2006
- Mitra manuellae Cossignani, 2006
- Mitra margaritatus Poppe, Tagaro & Salisbury, 2009
- Mitra marmorea Turner, 2007
- Mitra marrowi Turner, 2001
- Mitra midwayensis Kosuge, 1979
- Mitra mitra (Linnaeus, 1758)
- Mitra multiplicata (Pease, 1865)
- Mitra muricata (Broderip, 1836)
- Mitra nadayaoi Bozzetti, 1997
- Mitra nigra (Gmelin, 1791)
- Mitra nitilina
- Mitra nivea (Broderip, 1836)
- Mitra nodulosa (Gmelin, 1791)
- Mitra nubila (Gmelin, 1791)
- Mitra obeliscus Reeve, 1844
- Mitra oleacea (Reeve, 1844)
- Mitra oliverai Poppe, 2008
- Mitra orientalis Griffith & Pidgeon, 1834
- Mitra pallida Nowell-Usticke, 1959
- Mitra papalis (Linnaeus, 1758)
- Mitra paupercula (Linnaeus, 1758)
- Mitra peculiaris Reeve, 1845
- Mitra pele Cernohorsky, 1970
- Mitra pellisserpentis Reeve, 1844
- Mitra perdulca Poppe, Tagaro & Salisbury, 2009
- Mitra perrieri Dautzenberg, 1929
- Mitra pica Dillwyn, 1817
- Mitra picta Reeve, 1844
- Mitra pontificalis Lamarck
- Mitra poppei Guillot de Suduiraut, 2000
- Mitra porcellana Melvill & Standen, 1912
- Mitra praestantissima (Röding, 1798)
- Mitra proscissa Reeve, 1844
- Mitra pseudobovei T. Cossignani & V. Cossignani, 2005
- Mitra pudica Pease, 1860
- Mitra puncticulata Lamarck, 1811
- Mitra punctostriata A. Adams, 1855
- Mitra pyramis (Wood, 1828)
- Mitra regina Sowerby, 1830
- Mitra retusa Lamarck, 1822
- Mitra rinaldii Turner, 1993
- Mitra rosacea Reeve, 1845
- Mitra rossiae Reeve, 1844
- Mitra rubiginosa Reeve, 1844
- Mitra rubritincta Reeve, 1844
- Mitra rueppellii Reeve, 1844
- Mitra rufescens
- Mitra rupicola Reeve, 1844
- Mitra saldanha Matthews & Rios, 1970
- Mitra saltata
- Mitra salva Turner, 2001
- Mitra sanguinolenta Lamarck, 1811
- Mitra sarinoae Poppe, 2008
- Mitra sarmientoi Poppe, 2008
- Mitra schepmani Salisbury & Guillot de Suduiraut, 2003
- Mitra sculptilis (Reeve, 1845)
- Mitra scutulata (Gmelin, 1791)
- Mitra semiferruginea Reeve, 1845
- Mitra semigranosa Martens, 1897
- Mitra semperi Poppe, Tagaro & Salisbury, 2009
- Mitra silviae Turner, 2007
- Mitra solanderi Reeve, 1844
- Mitra solida Reeve, 1844
- Mitra sophiae Crosse, 1862
- Mitra sowerbyi
  - Mitra sowerbyi kingae Cernohorsky, 1972
- Mitra speciosa (Reeve, 1844)
- Mitra sphaerulata Martyn, 1784
- Mitra sphoni Shasky & Campbell, 1964
- Mitra stictica (Link, 1807)
- Mitra straminea A. Adams, 1853
- Mitra stricta (Link, 1807)
- Mitra strongae Poppe, Tagaro & Salisbury, 2009
- Mitra subflava (Kuroda & Habe, 1971)
- Mitra subruppeli Finlay, 1927
- Mitra suturata Reeve, 1845
- Mitra swainsonii Broderip, 1836
- Mitra tabanula Lamarck, 1811
- Mitra taeniata Lamarck, 1822
- Mitra tagaroae Poppe, 2008
- Mitra telescopium Reeve, 1844
- Mitra terebralis (Lightfoot, 1786)
- Mitra terryni Poppe, 2008
- Mitra testacea Broderip, 1836
- Mitra thachi Turner, 2007
- Mitra ticaonica Reeve, 1844
- Mitra triplicata Martens, 1904
- Mitra tristis Broderip, 1836
- Mitra tuberosa Reeve, 1845
- Mitra turgida Reeve, 1845
- Mitra typha Reeve, 1845
- Mitra ulala Garcia, 2011
- Mitra ustulata Reeve, 1844
- Mitra variabilis Reeve, 1844
- Mitra versicolor Martyn, 1784
- Mitra vexillum Reeve, 1844
- Mitra vultuosa Reeve, 1845
- Mitra wareni Poppe, Tagaro & Salisbury, 2009
- Mitra willani Poppe, Tagaro & Salisbury, 2009
- Mitra yayanae Huang, 2011
- Mitra zilpha Dall, 1927
- Mitra zonata Marryat, 1818